# NK Belje Kneževo
NK Belje je nogometni klub iz Kneževa. Trenutačno se natječe u 2. ŽNL Osječko-baranjskoj, NS Beli Manastir.

## Povijest kluba

### Početci
Prvi klub u Kneževu pod nazivom FTTE biva osnovan 1919. godine i registriran u Pečujskom nogometnom podsavezu, no prelaskom Baranje u jugoslovenske državno-pravne okvire, ubrzo se i gasi.
Do 1927. odigrava se tek poneka utakmica, a tada biva osnovano Belje, registriravši se godinu kasnije, što se i uzima službenom godinom osnutka kluba. Prva uprava bila je u sastavu: Rihard Čurčibašić, predsjednik, Lajoš Horvat, potpredsjednik, Ladislav Flajšer, tajnik, Franjo Hofman, blagajnik, te ostali članovi: Sreto Novaković, Srećko Lokošek, Mito Borisavljević, Uroš Bertić, Stanoja Kovačević, Dušan i Vojin Dvornić.
Prije Drugog svjetskog rata klub je radio u teškim okolnostima, jer direkcija "BELJA", poljoprivredno-industrijskog kombinata po kojem je klub dobio ime, nije pokazivala gotovo nikakav interes za nogomet. Velikih je problema klub imao i s igralište, koje se selilo na čak 5 lokacija: od tzv. Malog Kneževa, preko poljoprivrednog gumna, parka i mjesta na današnjem prostoru pravoslavne crkve, do današnje lokacije koju su sportaši praktički uzurpirali posjekavši drveće i uredivši igralište.
Klupske boje 1932. bile su crvena i crna.
Tijekom Drugog svjetskog rata i mađarske okupacije Baranje, mještanima je zabranjen pristup nogometnom igralištu i okupljane, dok je cijelo klupsko članstvo završilo u logoru Mađarboju, tako da je bavljenje nogometom do 1945. nasilno obustavljeno.

### Nakon 2. svjetskog rata
Novo rađanje osiromašeni klub je doživio 20. ožujka 1946. kada Beljska direkcija uskače u pomoć i omogućava mi priključenje redovitom natjecanju. Rezultatski uspjeh stiže već 1950. kada u konkurenciji 10 najboljih slavonsko-baranjskih sastava (s izuzetkom osječkog Proletera, vinkovačkog Dinama i borovskog Slavena) Oblasne lige, Belje osvaja naslov prvaka, ali ne uspijeva kroz kvakifikacije izboriti viši stupanj natjecanja. Trener momčadi bio je Zvonko Hrs, a nastupali su: Bošnjak, Bećanović, Ognjenović, Čalić, Grujić,L i S, Dadić, Levačić, Kodvanj, Janković, Kovačević, Stojanović, Macakanja i Brnjevarac. Tih godina, Belje je na svoju 25. obljetnicu dobilo, tada iznimno moderne i praktične tribine i svlačionice kao najbolju nagradu za uspješno djelovanje.
A sljedećih 25 godina proteklo je u sivilu prosječnosti. Tek osnutkom NSP Beli Manastir, Belje preuzima značajnu ulogu i 1974. osvaja prvo mjesto u toj ligi, ali ne uspijeva preskočiti Slogu iz Borova u kvalifikacijama za Slavonsku nogometnu zonu. Isti slučaj ponovio se 1976., a ritam uspjeha u razmacima od 2 godine donio je naslov klubu iz Kneževa i 1978. godine, ali ovaj put sa sretnim završetkom u kvalifikacijama i plasmanom u Slavonsku nogometnu zonu. Tamo je Belje "preživjelo" i reorganizacijske mijene koje su najvišem amaterskom stupnju natjecanja u Slavoniji i Baranji donosile 1981. regionalnu ligu (Belje je ušlo kao prvak "podravske" skupine Slavonske nogometne zone), a 1983. HNL "istok", kao treći stupanj natjecanja na državnoj razini, što je ujedno najviši u kojem se Belje u svojoj povijesti natjecalo. Krajem 80-ih godina 20. stoljeća, Belje doživljava nagli pad i u posljednjoj sezoni bivšeg državnog sustava, 1990./91., igra ponovno u Baranjskoj ligi.
Uz prvenstvene, klub je postizavao i uspjehe u kupu, igrajući 7 finala Kupa Baranje, osvojivši naslov 5 puta. Belje je za razvoj nogometnog sporta u Baranji dobilo nekoliko vrijednih priznanja od kojih se ističu Brončana plaketa oslobođenja Baranje, Zlatna plaketa povodom 275. godišnjice PIK-a "Belje" te priznanje SOFKE-e i NSO Beli Manastir.[nedostaje izvor]

### U Republici Hrvatskoj
U sezoni 2002./03. klub osvaja prvo mjesto u Baranjskoj ligi, te od tada nastupa u 2. ŽNL. Sezone 2009./10. NK Belje osvaja Kup Baranje pobjedom 5:1 protiv Borca iz Kneževih Vinograda. Iste godine je osvojeno ZMNL Beli Manastir. Iduće sezone (2010./11.), NK Belje osvaja naslov prvaka, najveći uspjeh u zadnjih petnaestak godina u zadnjem kolu pobjedom 13:1 nad Lastavicom iz Grabovca. Iste godine kadeti NK Belja su ostvarili isti uspjeh i bili drugi u Kupu Baranje. [nedostaje izvor] Titulu prvaka 2. ŽNL osvaja i u sezoni 2011./12., ali kao i prethodne godine, ne uspijeva u kvalifikacijama izboriti plasman u viši rang.

### Plasmani kluba kroz povijest
| Sezona                           | Liga                                                 | Plasman                                              |
| -------------------------------- | ---------------------------------------------------- | ---------------------------------------------------- |
| 1941. – 1946. klub nije djelovao |                                                      |                                                      |
| 1947.                            | Osječko okružno prvenstvo                            | 5. mjesto                                            |
| 1948.                            | ???                                                  |                                                      |
| 1949.                            | ???                                                  |                                                      |
| 1950.                            | Oblasna nogometna liga NP Osijek Osječka grupa       | 1. mjesto                                            |
| 1951.                            | Oblasna nogometna liga NP Osijek Osječka grupa       | 9. mjesto                                            |
| 1952.                            | 1. razred NP Osijek                                  | 9. mjesto                                            |
| 1952./53.                        | 1. razred NP Osijek                                  | 9. mjesto                                            |
| 1953./54.                        | 1. razred NP Osijek                                  | 6. mjesto                                            |
| 1954./55.                        | Podsavezna nogometna liga NP Osijek pokrajinska liga | 8. mjesto                                            |
| 1955./56.                        | Podsavezna nogometna liga NP Osijek pokrajinska liga | 5. mjesto                                            |
| 1956./57.                        | Podsavezna nogometna liga NP Osijek pokrajinska liga | 4. mjesto                                            |
| 1957./58.                        | Podsavezna nogometna liga NP Osijek pokrajinska liga |                                                      |
| 1958./59.                        | Podsavezna nogometna liga NP Osijek pokrajinska liga | 11. mjesto                                           |
| 1959./60.                        | 1. razred NP Osijek Grupa A                          | 1. mjesto                                            |
| 1960./61.                        | Podsavezna nogometna liga NP Osijek                  |                                                      |
| 1961./62.                        | Podsavezna nogometna liga NP Osijek                  | 9. mjesto                                            |
| 1962./63.                        | Podsavezna nogometna liga NP Osijek                  | 8. mjesto                                            |
| 1963./64.                        | Podsavezna nogometna liga NP Osijek                  | 5. mjesto                                            |
| 1964./65.                        | Podsavezna nogometna liga NP Osijek                  | 9. mjesto                                            |
| 1965./66.                        | Podsavezna nogometna liga NP Osijek                  | 8. mjesto                                            |
| 1966./67.                        | Podsavezna nogometna liga NP Osijek                  | 9. mjesto                                            |
| 1967./68.                        | Područna nogometna liga NSP Osijek                   | 7. mjesto                                            |
| 1968./69.                        | Područna nogometna liga NSP Osijek                   | 4. mjesto                                            |
| 1969./70.                        | Područna nogometna liga NSP Osijek                   | 15. mjesto                                           |
| 1970./71.                        | Područna nogometna liga NSP Osijek                   | 15. mjesto                                           |
| 1971./72.                        | Područna nogometna liga NSP Osijek                   | 4. mjesto                                            |
| 1972./73.                        | Područna nogometna liga NSP Beli Manastir            |                                                      |
| 1973./74.                        | Područna nogometna liga NSP Beli Manastir            | 1. mjesto                                            |
| 1974./75.                        | Područna nogometna liga NSP Beli Manastir            |                                                      |
| 1975./76.                        | Područna nogometna liga NSP Beli Manastir            | 1. mjesto                                            |
| 1976./77.                        | Područna nogometna liga NSP Beli Manastir            |                                                      |
| 1977./78.                        | Područna nogometna liga NSP Beli Manastir            | 1. mjesto                                            |
| 1978./79.                        | Slavonska nogometna zona Podravska skupina           | 7. mjesto                                            |
| 1979./80.                        | Slavonska nogometna zona Podravska skupina           | 3. mjesto                                            |
| 1980./81.                        | Slavonska nogometna zona Podravska skupina           | 1. mjesto                                            |
| 1981./82.                        | Regionalna nogometna liga Slavonije i Baranje        | 6. mjesto                                            |
| 1982./83.                        | Regionalna nogometna liga Slavonije i Baranje        | 4. mjesto                                            |
| 1983./84.                        | Hrvatska nogometna liga – Istok                      | 7. mjesto                                            |
| 1984./85.                        | Hrvatska nogometna liga – Istok                      | 10. mjesto                                           |
| 1985./86.                        | Hrvatska nogometna liga – Istok                      | 10. mjesto                                           |
| 1986./87.                        | Hrvatska nogometna liga – Istok                      | 13. mjesto                                           |
| 1987./88.                        | Druga hrvatska nogometna liga – Istok                | 14. mjesto                                           |
| 1988./89.                        | Međuopćinska liga – Sjever                           |                                                      |
| 1989./90.                        | Područna nogometna liga NSP Beli Manastir            |                                                      |
| 1990./91.                        | Područna nogometna liga NSP Beli Manastir            | 7. mjesto                                            |
| 1991./92.                        | ???                                                  |                                                      |
| 1992./93.                        | Prvenstvo Republike Srpske Krajine – Liga Baranje    | 7. mjesto                                            |
| 1993. – 2000.                    | ???                                                  |                                                      |
| 2001./02.                        | 3. ŽNL Osječko-baranjska NS Beli Manastir            |                                                      |
| 2002./03.                        | 3. ŽNL Osječko-baranjska NS Beli Manastir            | 1. mjesto (regularni dio) 1. mjesto (Liga za prvaka) |
| 2003./04.                        | 2. ŽNL Osječko-baranjska NS Beli Manastir            |                                                      |
| 2004./05.                        | 2. ŽNL Osječko-baranjska NS Beli Manastir            | nepoznat plasman (15. ili 16. mjesto)                |
| 2005./06.                        | 2. ŽNL Osječko-baranjska NS Beli Manastir            | 13. mjesto                                           |
| 2006./07.                        | 2. ŽNL Osječko-baranjska NS Beli Manastir            |                                                      |
| 2007./08.                        | 2. ŽNL Osječko-baranjska NS Beli Manastir            | 5. mjesto                                            |
| 2008./09.                        | 2. ŽNL Osječko-baranjska NS Beli Manastir            | 8. mjesto                                            |
| 2009./10.                        | 2. ŽNL Osječko-baranjska NS Beli Manastir            | 6. mjesto                                            |
| 2010./11.                        | 2. ŽNL Osječko-baranjska NS Beli Manastir            | 1. mjesto                                            |
| 2011./12.                        | 2. ŽNL Osječko-baranjska NS Beli Manastir            | 1. mjesto                                            |
| 2012./13.                        | 2. ŽNL Osječko-baranjska NS Beli Manastir            | 5. mjesto                                            |
| 2013./14.                        | 2. ŽNL Osječko-baranjska NS Beli Manastir            | 3. mjesto                                            |
| 2014./15.                        | 2. ŽNL Osječko-baranjska NS Beli Manastir            | 9. mjesto                                            |
| 2015./16.                        | 2. ŽNL Osječko-baranjska NS Beli Manastir            | 10. mjesto                                           |
| 2016./17.                        | 2. ŽNL Osječko-baranjska NS Beli Manastir            | 4. mjesto                                            |